# (2976) Lautaro
(2976) Lautaro es un asteroide que forma parte del cinturón exterior de asteroides y fue descubierto por Carlos Torres desde la estación de Cerro El Roble, Chile, el 22 de abril de 1974.

## Designación y nombre
Lautaro recibió al principio la designación de 1974 HR.
Más tarde fue nombrado en honor del líder mapuche Lautaro (h.1534-1557).

## Características orbitales
Lautaro orbita a una distancia media de 3,34 ua del Sol, pudiendo alejarse hasta 3,82 ua y acercarse hasta 2,86 ua. Tiene una excentricidad de 0,1438 y una inclinación orbital de 9,811°. Emplea en completar una órbita alrededor del Sol 2229 días.